# Надеждинка (Карабалицький район)
Наде́ждинка (каз. Надеждин) — село у складі Карабалицького району Костанайської області Казахстану. Входить до складу Тогузацького сільського округу.
Населення — 445 осіб (2021; 570 у 2009, 722 у 1999, 920 у 1989).